# 黃楚標
黃楚標（Wong Cho Bau, Bill，1958年10月—），男，籍贯廣東潮陽，香港居民、中國地產發展商，東海航空董事長，有「深圳王」及「深圳李嘉誠」之稱。

## 生平
1960年代時，以三歲之齡隨家人到香港定居並居於徙置區。於中學三年級輟學，於26歲時和兄長共同創業。1985年，適逢中國大陸改革開放，黃楚標前往深圳特區成立東海集團，從事地產及酒店業等。2006年，發展民營航空業，成立東海航空公司，涉及物流貨物運輸。其後又在香港成立大灣區航空。2001年，屬於建制派的香港教育工作者聯會以其名創辦香港教育工作者聯會黃楚標中學。

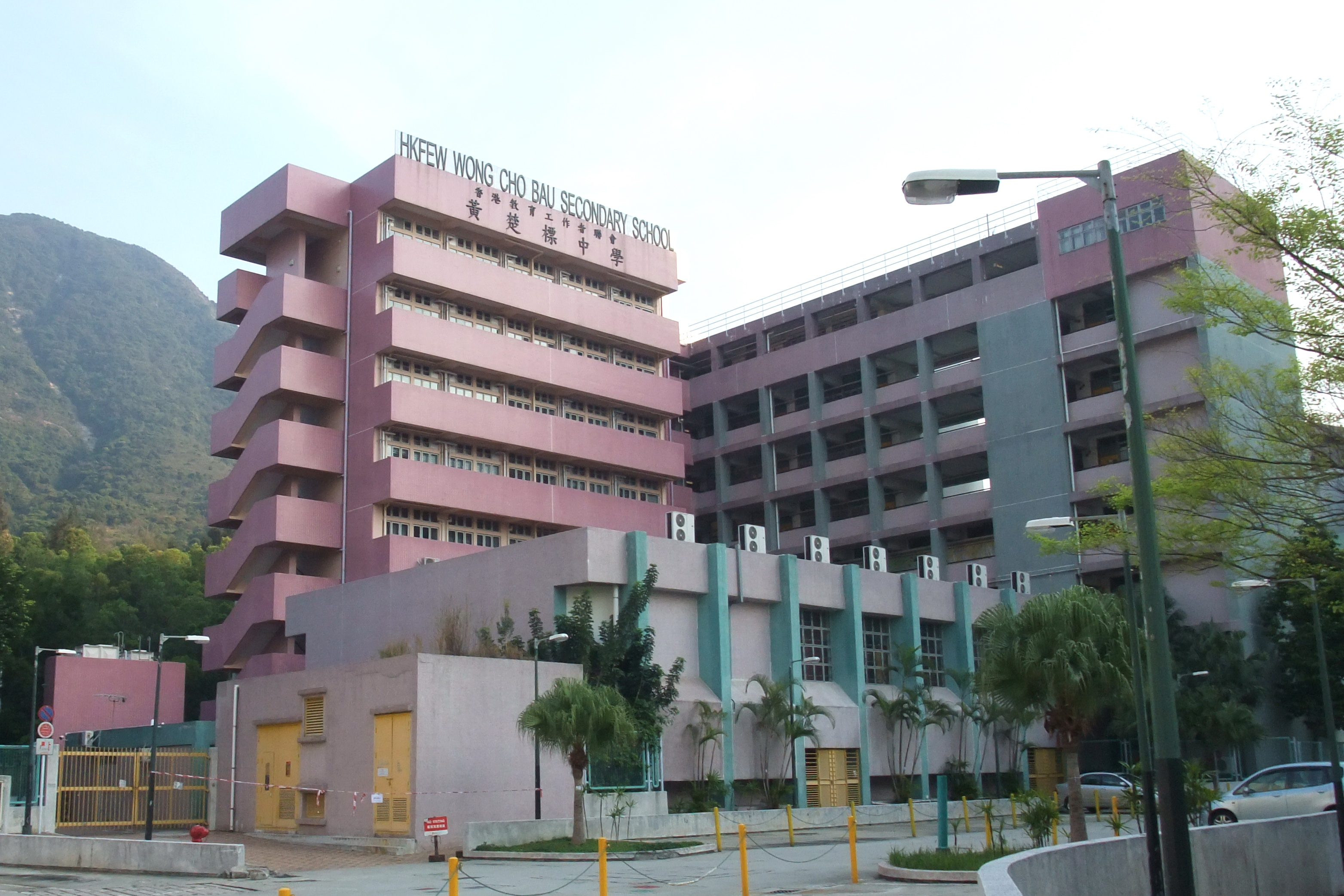
香港教育工作者聯會黃楚標中學

## 香港數碼廣播
黃為香港數碼廣播有限公司董事會主席，但被指為趕走以鄭經翰為首的另一股東陣營，於香港數碼廣播停播風波當中，以商業理由拒絕注資而令電台在2012年10月至2013年1月27日停播。香港數碼廣播在2013年1月28日復播。

## 家庭
父親為黃翔民，母親為陳巧珠；有兩名兄長黃漢標、黃順源；妻子為黎慧群。

## 馬主生涯
黃楚標是香港賽馬會會員，由1999-2000年度馬季開始在港擁有名下馬匹，近年則以「東海」、「霹靂」兩字命名，包括「楚霸王」（BV193，簡炳墀馬房）、「雪山飛狐」、「金獅王」、「紫龍王」、「青蝠王」、「東海先鋒」、「東海龍珠」、「飛霹靂」、「勁霹靂」、「霹靂去馬」、「霹靂快」、「天池怪俠」、「楚霸王」（DE162，方嘉柏、蘇偉賢馬房）、「神行百變」、「衝上雲霄」、「飛龍在天」。
另外，他的兄長黃順源、侄子黃成藝、侄女黃燕婷亦是馬主，擁有的名下馬匹均先後以「汕頭」、「帝聖」、「帝豪」兩字命名。

## 相關
- 香港教育工作者聯會黃楚標中學
- 中國人民政治協商會議全國委員會香港地區委員
- 香港數碼廣播有限公司
- 張國良
- 2009年香港國際賽事